# Oplitna, Jovkva
Oplitna (în ucraineană Оплітна) este un sat în comuna Turînka din raionul Jovkva, regiunea Liov, Ucraina.

## Demografie
Componența lingvistică a localității Oplitna
     Ucraineană (100%)
Conform recensământului din 2001, toată populația localității Oplitna era vorbitoare de ucraineană (100%).